# Nasher Sculpture Center

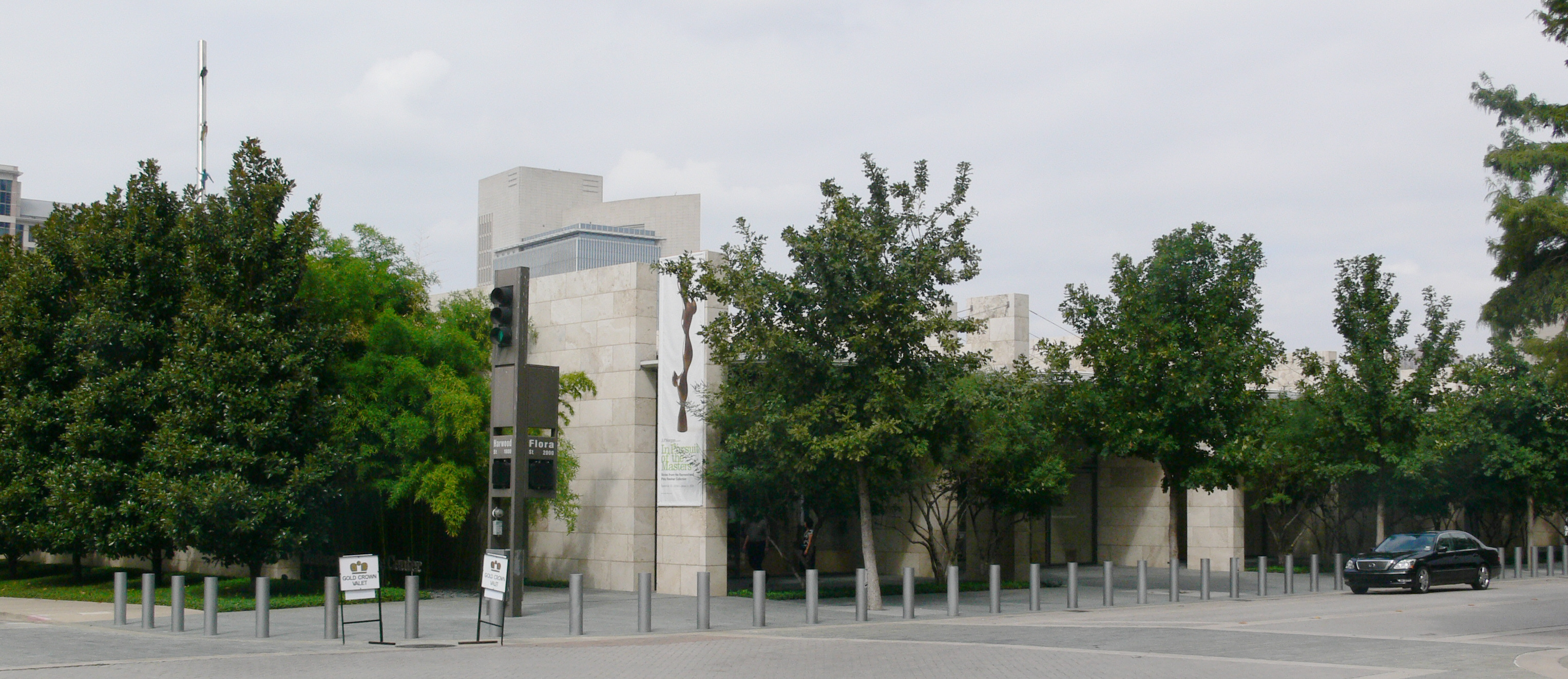
Das Nasher Sculpture Center in Dallas

Das Nasher Sculpture Center ist ein Kunstmuseum in Dallas, Texas. Es beherbergt rund 300 Werke der modernen und zeitgenössischen Skulptur.

## Geschichte
Der Bestand des Museums geht auf die Privatsammlung von Raymond Nasher, einem Bankier und Immobilienmakler, sowie seiner Frau Patsy Nasher zurück. Die beiden begannen in den 1950er Jahren damit, sich eine eigene Kunstsammlung aufzubauen, wobei das Interesse zunächst auf präkolumbischer Kunst lag. Nach und nach erweiterten sie ihre Sammlung um weitere ethnografische und archäologische Werke sowie um moderne amerikanische Kunst. Seit den späten 1960er Jahren legten sie ihren Schwerpunkt auf die moderne Skulptur, die Nasher auch zur Belebung der Räume seiner Gewerbeimmobilien nutzte.
In der Sammlung der Nashers befinden sich unter anderem Werke von Harry Bertoia, Constantin Brâncuşi, Alexander Calder, Raymond Duchamp-Villon, Paul Gauguin, Willem de Kooning, Mark di Suvero, Alberto Giacometti, Barbara Hepworth, Ellsworth Kelly, Henri Matisse, Joan Miró, Henry Moore, Claes Oldenburg, Pablo Picasso, Auguste Rodin, Richard Serra und David Smith.
Das Nasher Sculpture Center wurde im Oktober 2003 eröffnet. Die Eröffnungsausstellung From Rodin to Calder: Masterworks of Modern Sculpture from the Nasher Collection präsentierte wichtige Schlüsselwerke der Sammlung, darunter mit Werken von Henri Matisse, Pablo Picasso, Alberto Giacometti und David Smith.

## Architektur

### Das Gebäude

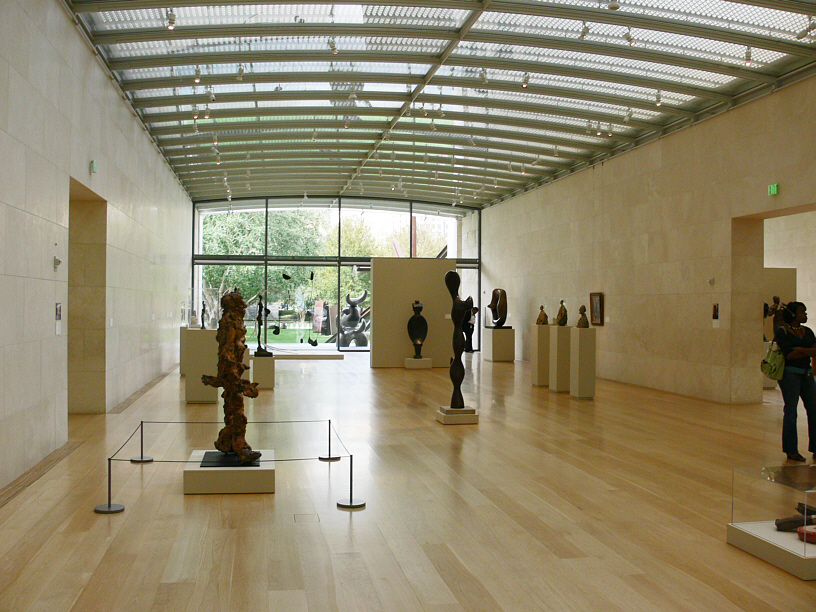
Blick ins Innere des Nasher Sculpture Center

Das Nasher Sculpture Center wurde auf einem Parkplatz im Herzen des kulturellen Bezirks von Dallas errichtet. Es befindet sich im Arts District, in der Innenstadt von Dallas, und damit in unmittelbarer Nähe zu weiteren Kultureinrichtungen wie dem Dallas Museum of Art, dem AT&T Performing Arts Center, dem Dallas Black Dance Theatre oder dem Crow Museum of Asian Art.
Das Gebäude wurde nach Plänen des Architekten Renzo Piano errichtet, der bereits für seine Museumsarchitekturen bekannt war, unter anderem für das Beyeler Museum in Basel, die Menil Collection in Houston und das Centre Georges-Pompidou in Paris. Das Hauptgeschoss des Museums ist in fünf Pavillons unterteilt, wobei die drei zentralen Pavillons als Galerien dienen und in den beiden äußeren Einrichtungen wie Büros oder öffentlich zugängliche Bereiche wie ein Café und ein Museumsshop untergebracht sind. Das Gebäude ist zu beiden Enden hin mit Glasfassaden gestaltet, sodass sich die Pavillons visuell in den angrenzenden Garten erstrecken und ein nahtloser Übergang zwischen Innen- und Außenbereich geschaffen wird. Über den Galerien befinden sich tonnengewölbte Glasdecken auf schmalen Stahlrippen, welche von dünnen Edelstahlstäben getragen werden.
Auf der unteren Ebene befindet sich eine weitere kleine Galerie, die für die Präsentation von lichtempfindlichen Werken gedacht ist. Das Gebäude beherbergt außerdem ein Konservierungslabor, Bildungs- und Forschungseinrichtungen sowie ein Auditorium, das sich zu einem Terrassengarten öffnet.

### Der Garten

Gartenansicht mit Barbara Hepworths Squares with Two Circles (1964)

Der angrenzende Garten wurde von dem Landschaftsarchitekten Peter Walker entworfen. Im Außenbereich befinden sich rund 25 Großskulpturen, darunter von Joan Miró, Claes Oldenburg, Jean Dubuffet, Jonathan Borofsky, Heny Moore und Richard Serra. Zusätzlich umfasst der Garten die monumentale ortsspezifische Arbeit Tending (Blue) von James Turrell.
Der Außenbereich stellt eine Fortsetzung der Sammlungspräsentation im Inneren dar. Neben den Skulpturen befindet sich dort eine Vielfalt an Baumbestand mit Magnolien, Zedern-Ulmen, Eichen, Kreppmyrten, Weiden und Stechpalmen.

## Leitung
- seit 2009: Jeremy Strick
- 2003–2009: Steven Nash

## Nasher Prize
Seit 2015 vergibt das Nasher Sculpture Center den Nasher Prize, einen internationalen Jurypreis, der ausschließlich der zeitgenössischen Skulptur gewidmet ist. Die Preisträger und Preisträgerinnen seitdem sind:
- 2025: Otobong Nkanga
- 2023: Senga Nengudi
- 2022: Nairy Baghramian
- 2020/21: Michael Rakowitz
- 2019: Isa Genzken
- 2018: Theaster Gates
- 2017: Pierre Huyghe
- 2016: Doris Salcedo